# Neuilly sa mère !
Série
Neuilly sa mère, sa mère !
(2018)
Pour plus de détails, voir Fiche technique et Distribution.
Neuilly sa mère ! est un film français réalisé par Gabriel Julien-Laferrière, sorti en 2009.

## Synopsis
Le jeune Sami Ben Boudaoud, 14 ans, a toujours vécu dans la cité Maurice-Ravel à Chalon-sur-Saône (Saône-et-Loire). Mais un jour, sa mère veuve trouve un emploi d'hôtesse sur un paquebot, et Sami est forcé de quitter ses amis de la banlieue et est confié à sa tante, qui s'est mariée à un divorcé de Neuilly-sur-Seine (Hauts-de-Seine). C'est alors qu'une nouvelle vie commence pour lui dans la ville chic à côté de Paris, à « Neuilly ».
Dès le premier jour, son cousin Charles de Chazelle, féru de politique et grand admirateur de l'UMP, le prend en grippe, notamment parce qu'il assimile ses origines non-françaises et son passé en cité à une identité de délinquant. En revanche, son oncle Stanislas, sa tante Djamila et sa cousine Caroline apprécient Sami. Inscrit dans une école privée catholique très stricte et dans la classe de Charles, Sami sympathise avec Sophie Bourgeois, la déléguée de classe, ainsi qu'avec Marie Pernelle, la voisine des Chazelle par qui il se sent attiré - et réciproquement, Marie ayant été intriguée par Sami lorsque ce dernier fut ému aux larmes en écoutant le Boléro de Maurice Ravel, compositeur dont la cité d’origine de Sami porte le nom.
Son lien avec Marie (qui n'avait jamais laissé un garçon s'approcher d'elle avant Sami) ainsi que son statut de « jeune de cité » lui valent l'hostilité d'un trio d'élèves composé de Guilain Lambert, Pierre-Walter Bonnard et Léonardo San Pellegrino, qui l'humilient en lui faisant prendre du porc pour du veau à la cantine. Sami réagit violemment, sous les yeux de Marie qui s'éloigne alors de lui, choquée par son comportement brutal. Les deux adolescents renouent quelques jours plus tard et Marie explique à Sami que son père battait sa mère durant toute son enfance et qu'il n'y avait pas d'assistante sociale dans son milieu pour ce genre de drame. Hélas, Sami se bat une fois de plus peu après au cours d'une altercation avec un groupe de jeunes déscolarisés surnommés les « Picassos », tirés du nom de leur cité. Marie coupe alors une nouvelle fois les ponts avec Sami. 
Au milieu d'une histoire d'adultère n'en étant pas une entre Stanislas et Djamila et de la volonté de Charles de remplacer la déléguée partie, Sami réussit à convaincre son cousin, en l'absence de ses parents, d'organiser une fête afin de se rendre populaire auprès de ses camarades de classe, tout en voyant là l'occasion de pouvoir s'expliquer avec Marie. Alors que cette dernière lui pardonne à nouveau, Guilain Lambert envoie les voyous de la cité Picasso tout casser pendant les festivités, mais l'arrivée des amis de Sami venus de Chalon change l'issue de la bagarre.
Afin de se venger, les « Picasso » cassent la figure de Guilain, qui persuade sa mère et la directrice du collège que Sami est responsable. Sami est à deux doigts de se faire renvoyer de chez sa tante Djamila et du collège mais les « Picasso » l'innocentent (à la demande de Marie) tandis que Charles bat Guilain aux élections de délégué. Après cela, tout va pour le mieux ; même Malik, le chef des « Picasso », devient ami avec Sami, qui va vivre avec sa mère dans la cité Picasso. Sami sort enfin avec Marie Pernel.

## Fiche technique
- Titre : Neuilly sa mère !
- Titre international : Neuilly Yo Mama!
- Réalisation : Gabriel Julien-Laferrière
- Scénario : Philippe et Marc de Chauveron, d'après une idée de Djamel Bensalah
  - Adaptation et dialogues : Gilles Laurent et Djamel Bensalah
- Musique : David Dahan, Cut Killer et Hervé Rakotofiringa
- Décors : Yvon Fustec et Alain Veissier
- Costumes : Anne-Sophie Gledhill
- Photographie : Pascal Gennesseaux
- Montage : Jean-François Elie
- Production : Isaac Sharry et Djamel Bensalah
- Sociétés de production : Miroir Magique!, Vito Films, France 2 Cinéma, et TF1 Films Production
- Soutiens à la production : Canal+, CinéCinéma, SOFICAs La Banque Postale 2 et 9, Uni Etoile 6, région Île-de-France, ACSE (Fonds Images pour la Diversité)
- Société de distribution : TFM Distribution, TF1 Vidéo, et TV5 Monde
- Durée : 90 minutes
- Pays d'origine :  France
- Langue originale : français
- Format : couleur - 1,85:1
- Budget : 3 000 000 €[1]
- Date de sortie :
  - France : 12 août 2009
- Date de sortie DVD : 11 décembre 2009

## Distribution
- Samy Seghir : Sami Ben Boudaoud

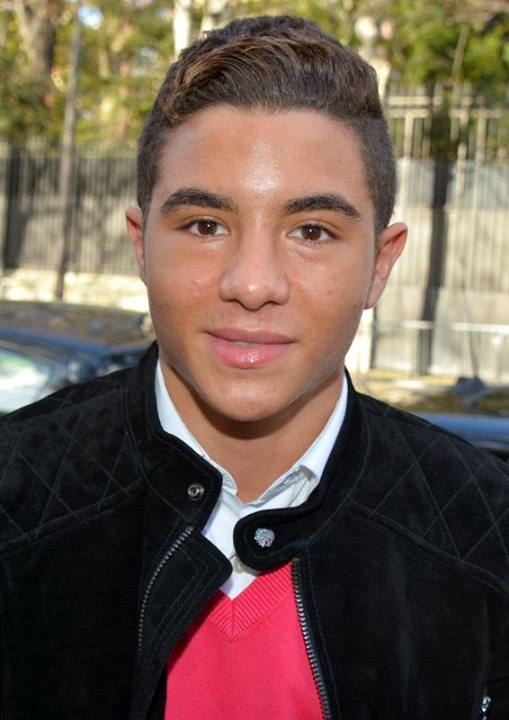
Samy Seghir (photographié en 2013) incarne Sami Ben Boudaoud, le personnage principal du film.

- Jérémy Denisty : Charles de Chazelle, le fils de Stanislas
- Rachida Brakni : Djamila de Chazelle, la tante de Sami, sœur de Nadia
- Denis Podalydès : Stanislas de Chazelle, le mari de Djamila, patron de l'entreprise Porc ever
- Chloé Coulloud : Caroline de Chazelle, la sœur aînée de Charles
- Farida Khelfa : Nadia Ben Boudaoud, la mère de Sami
- Joséphine Japy : Marie Pernel, l’amour de Sami
- Ramzy Bedia : Aziz Ben Boudaoud, son père décédé, fanatique de Zinédine Zidane
- Shaiko Dieng : Mamadou dit Mam, le meilleur ami de Sami à la cité Maurice Ravel de Chalon-sur-Saône
- Pierre-Louis Bellet : Jason, autre meilleur ami de Sami
- Marie-Philomène Nga : Madame Diallo, la mère de Mam
- Pierre Ménès : M. Leclercq, le père de Jason
- Éric Berger : le professeur d’histoire-géographie du collège à Chalon
- Medy Kerouani : Youssef, élève du collège à Chalon
- Éric Judor : le pongiste dans la cité de Maurice Ravel de Chalon-sur-Saône
- Khalid Maadour : Nourdine, Bac-6
- Mathieu Spinosi : Guilain Lambert, un élève qui le déteste
- Alexandre Tacchino : Leonardo San Pellegrino, un ami de Guilain
- Cyril Camu : Pierre-Walter Bonnard, un autre ami de Guilain
- Anne Duverneuil : Sophie Bourgeois, la première élève accueillante avec Sami
- Josiane Balasko : la directrice du collège privé Saint-Exupéry de Neuilly-sur-Seine
- Armelle : Mme Blanchet, la professeure d'histoire-géographie
- Olivier Baroux : le professeur de mathématiques
- Valérie Lang : la professeure de musique
- Julien Courbey : le professeur de sport
- François-Xavier Demaison : le père Dinaro, aumônier du collège
- Samen Télesphore Teunou : le fils de l'ambassadeur du Gabon
- Booder : le chef de la cité Picasso de Nanterre, Abdelmalik dit « Malik »
- Steve Tran : le deuxième membre de la bande de Picasso
- Axel Boute : le troisième membre de la bande de Picasso
- Frédéric Chau : Chow-Yung-Fi, un ouvrier du chantier de la maison de Stanislas
- Michel Galabru : le sénateur
- Valérie Lemercier : Brigitte, la mère de Charles et de Caroline, ex femme de Stanislas (avant Djamila)
- Élie Semoun : l'huissier de justice
- Marie-Christine Adam : Mme Lambert, la mère de Guilain
- Reem Kherici : Rislen, la Libanaise qui doit rencontrer Stanislas
- Pascal Elbé : le médecin de l'hôpital
- Mokobé : le petit ami de Caroline
- David Saracino : un forain du parc d'attractions
- Karim Belkhadra : un forain du parc d’attractions
- Atmen Kelif :
- Shirley Bousquet : l'hôtesse de l'air
- Stéphane Soo Mongo :
- Cheikna Sankare : Samba
- Monorom Youk : Marylin, la domestique
- Tristan Clerin : un élève
- Farah Sarahyba (non créditée)
- Enzo Tomasini  (non crédité)
- Rudo Valente (non crédité) : Quirardo

## Production

### Lieux de tournage
Lors de premier plan, au tout début du film, on peut entendre le narrateur (Sami) décrire sa ville Chalon-sur-Saône, il s'agit en réalité de la ville de Poissy dans les Yvelines, précisément sur les berges de la Seine, à proximité de l'ancien pont traversant ce fleuve, détruit par les Allemands lors de la Seconde Guerre mondiale ; la cité de Chalon est en fait la résidence des Oiseaux à Carrières-sous-Poissy, l'école de Samy est en fait l'école du Guesclin de Carrières-sous-Poissy. Le Lidl de Carrières-sous-Poissy a servi de scène de tournage très brièvement. Le reste de l’histoire est tourné dans les Hauts-de-Seine à Neuilly-sur-Seine. Le lycée Saint-Exupéry est en fait le lycée Pasteur de Neuilly-sur-Seine. La scène où l'on découvre l'impasse Debussy a été tournée à l’entrée de l'avenue Frochot, une villa privée de Paris. L'hôtel particulier de la famille de Chazelle se situe en réalité dans la commune d'Évecquemont dans les Yvelines,.
Au début, les scènes de la cité de banlieue sont tournées à la cité HLM, rue Touboul, de Carrières-sous-Poissy. Une scène à l'hôtel Fouquet's Barrière a été tournée très rapidement.
La scène de la piscine a été tournée au Lagardère Paris Racing, dont son club de tennis.
La cité Picasso est en réalité la cité Pablo-Picasso de Nanterre.
La scène finale entre Sami et Marie est tournée au pont de la Tournelle (4e et 5e arrondissements de Paris).
La scène de la fête foraine est tournée à la fête foraine des Tuileries, rue de Rivoli (1er arrondissement de Paris).
La scène où Sami et sa mère se rendent chez Djamila est tournée à place Winston-Churchill, à Neuilly.
La scène de Sami et sa mère à leur arrivée à Neuilly est tournée devant la station de métro Sablons.

## Bande originale[4]
- 50 Cent : P.I.M.P. (au moment où Sami nous présente sa cité, au début)
- VR : Laisse-Les Parler (au moment où on voit Nordine BAC -6)
- Lily Allen : The Fear (au moment de la "Boum" organisée chez Charles)
- One-T feat. Cool-T : The Magic Key (aussi pendant la boum organisée chez Charles)
- David Guetta feat. Kelly Rowland : When Love Takes Over (dans la bande d'annonce uniquement)
- Erik Satie : Gymnopédies n°1 (au début du film)
- Wolfgang Amadeus Mozart : Sonate pour piano en Si bémol Majeur K. 333 - Andante cantabile
- Wolfgang Amadeus Mozart : Sonate pour piano en Fa Majeur K. 280 - Allegro Assai
- Frédéric Chopin : Nocturne en Fa Majeur Op. 154
- Frédéric Chopin : Prélude No 6 en Si Mineur Op. 28
- Gwen Stefani feat. Akon : The Sweet Escape (au moment de la fête de Guilain Lambert)
- Haendel : Zadok the Priest (pendant que Sami est dans le confessionnal, juste quelques secondes)
- Maurice Ravel : Boléro (durant le cours de musique)
- Tchaikovski : Valse des fleurs de  Casse-noisette
- Carla Bruni : Quelqu'un m'a dit (au moment où Sami découvre la chambre de Charles)
- Khaled : Detni Essekra (au moment où Sami quitte sa cité)
- Enrico Macias : Le Mendiant de l'amour
- Chris Joss : The Wait
- The Supremes : Baby Love (à la fête à Neuneu)
- Loane et David Dahan : If only (dernière scène du film)
- Faf Larage feat. Magic System et Najim : Neuilly sa mère ! (générique de fin)

## Accueil

### Box-office
Au 28 août 2009, et ce malgré une faible médiatisation comparée à celle de films tels L'Âge de glace 3 ou Là-haut sortis sur la même période, le film dépasse la barre du million d'entrées. La ville de Neuilly-sur-Seine décide de programmer le film dans une de ses salles de cinéma.
Le 2 septembre 2009, Djamel Bensalah affirme sur RTL avec Philippe Bouvard que le film a dépassé les 1,5 million d'entrées. Au total, il a dépassé 2,5 millions d'entrées en France, se classant ainsi parmi les 21 films de l'année 2009 (dont six films français) qui ont dépassé deux millions d'entrées.
| Pays ou région | Box-office                       | Date d'arrêt du box-office | Nombre de semaines |
| -------------- | -------------------------------- | -------------------------- | ------------------ |
| France         | 2 535 730 entrées (25 148 340 $) | 17 novembre 2009           | 14 semaines        |

## Citations
Et parmi les références à la politique et à la vie de Nicolas Sarkozy :
- La directrice du collège St Ex dans son bureau à Sami : « Ici on étudie plus pour réussir plus ! » (citation originelle : « Travailler plus pour gagner plus ! »)
- Charles à Sami, dans la chambre de Charles : « Ma chambre, tu l'aimes ou tu la quittes ! » (citation originelle : « La France, on l'aime ou on la quitte ! »)
- Charles qui fait son footing jusqu'au bois de Boulogne en portant un t-shirt siglé NYPD, comme son mentor.
- Une automobiliste lance à Charles, lorsque ce dernier traverse la rue au rouge : « Casse-toi, pauv' con ! ».
- Lorsque Djamila présente à Sami la chambre de Charles avec qui il devra partager, on entend en fond sonore la chanson de Carla Bruni Quelqu'un m'a dit.

Référence à Florent Pagny :
- Charles à sa famille (lors du premier dîner avec Stanislas) : « Vous n'aurez pas ma liberté de manger » (paroles de Ma liberté de penser).

Référence à Charlie Chaplin :
- Djamila à Charles (lors du deuxième dîner avec Stanislas) : « Charles, l'eau ».

## Autour du film

### Suite
Une suite sort en août 2018 sous le titre Neuilly sa mère, sa mère !. Elle est plus centrée sur Charles tandis que Sami devient plus secondaire.